# Niakhène
Niakhène ist eine Gemeinde (commune) im Département Tivaouane der Region Thiès, gelegen im zentralen Westen Senegals. Sie ist Sitz der Präfektur des Arrondissement de Niakhène und besteht aus dem namensgebenden Hauptort (chef-lieu) sowie weiteren Dörfern (villages) und Weilern (hameaux).

## Geographische Lage
Niakhène liegt im Erdnussbecken Senegals, 52 Kilometer ostnordöstlich der Départementspräfektur Tivaouane und  125 Kilometer nordöstlich von Dakar. Das Gemeindegebiet hat eine Fläche von 163,00 km². Benachbarte Kommunen sind im Uhrzeigersinn Thilmakha im Osten, Touba Lappé (früher Gade Escale) im Süden und von Westen bis Norden Pékèsse sowie Mbayène.

## Geschichte
Das Dorf Niakhène war seit 1976 Hauptort einer Landgemeinde (communauté rurale) und erhielt 2014, wie in Senegal alle communautés rurales, den landesweit einheitlichen Status einer Gemeinde (commune).

## Bevölkerung
Die letzten Volkszählungen ergaben jeweils folgende Einwohnerzahlen:
| Jahr | Einwohner |
| ---- | --------- |
| 2002 | 10.381    |
| 2013 | 8.911     |
| 2023 | 11.295    |

## Verkehr
Das Gebiet von Niakhène ist von dem Fernstraßennetz Senegals allseits besonders weit entfernt. Der Hauptort ist aus Westen von Mékhé her über eine als Regionalstraße ausgewiesene 30 Kilometer lange Schotterpiste erreichbar.